# Конституционно-правовой статус человека
Конституционно-правовой статус человека — совокупность гарантируемых Конституцией прав и свобод, а также устанавливаемых обязанностей. Основными принципами конституционно-правового статуса человека в современных демократических государствах являются: неотъемлемость прав и свобод человека, свобода человека в осуществлении принадлежащих ему прав и свобод, гарантированность прав и свобод, равноправие, единство и взаимосвязь прав, свобод и обязанностей человека.